# League Cup 1970/71
Der League Cup 1970/71 war die 11. Austragung des Football League Cup (meist nur als League Cup bekannt).
Am Pokalwettbewerb, der am 18. August 1970 für die 92 englischen Spitzenvereine begann, nahmen 91 Mannschaften teil (es fehlte allein der FC Everton) und wurde in den ersten fünf Runden im K.-o.-System über eine Partie und im Halbfinale über Hin- und Rückspiel entschieden. Das Finale, das am 27. Februar 1971 in nur einem Spiel im neutralen Wembley-Stadion ausgetragen wurde, entschied der Erstligist Tottenham Hotspur mit 2:0 für sich. Unterlegener Finalist war Aston Villa.

## Wettbewerb

### Erste Runde
Zur ersten Runde traten die Vereine an, die in der Vorsaison 1969/70 die 54 schwächsten Platzierungen in der Gesamttabelle aller vier Profiligen belegt haben. Anders gesprochen hatten die besten 38 Mannschaften im englischen Profiligasystem in der ersten Runde ein Freilos.
| Datum           |                    | Ergebnis |                        |
| --------------- | ------------------ | -------- | ---------------------- |
| 18. August 1970 | FC Aldershot       | 1:0      | FC Brentford           |
| 18. August 1970 | Aston Villa        | 4:0      | Notts County           |
| 18. August 1970 | FC Barnsley        | 0:1      | Rotherham United       |
| 18. August 1970 | Birmingham City    | 3:3      | AFC Wrexham            |
| 18. August 1970 | Bristol Rovers     | 1:0      | Brighton & Hove Albion |
| 18. August 1970 | FC Bury            | 1:3      | Oldham Athletic        |
| 18. August 1970 | Charlton Athletic  | 3:0      | Southend United        |
| 18. August 1970 | Chester City       | 2:1      | Shrewsbury Town        |
| 18. August 1970 | Colchester United  | 5:0      | Cambridge United       |
| 18. August 1970 | Crewe Alexandra    | 2:2      | Tranmere Rovers        |
| 18. August 1970 | Doncaster Rovers   | 1:1      | FC Darlington          |
| 18. August 1970 | Exeter City        | 0:0      | Swansea City           |
| 18. August 1970 | FC Fulham          | 1:0      | Leyton Orient          |
| 18. August 1970 | FC Gillingham      | 0:1      | Luton Town             |
| 18. August 1970 | Halifax Town       | 3:2      | Bradford City          |
| 18. August 1970 | Hartlepool United  | 2:3      | York City              |
| 18. August 1970 | Lincoln City       | 2:1      | Grimsby Town           |
| 18. August 1970 | Mansfield Town     | 6:2      | FC Chesterfield        |
| 18. August 1970 | AFC Newport County | 2:1      | FC Reading             |
| 18. August 1970 | Port Vale          | 0:1      | FC Walsall             |
| 18. August 1970 | FC Portsmouth      | 2:0      | Plymouth Argyle        |
| 18. August 1970 | AFC Rochdale       | 1:0      | FC Southport           |
| 18. August 1970 | Scunthorpe United  | 2:3      | Northampton Town       |
| 18. August 1970 | Stockport County   | 0:1      | Preston North End      |
| 18. August 1970 | Torquay United     | 1:1      | Bournemouth & Boscombe |
| 18. August 1970 | FC Watford         | 2:0      | Peterborough United    |
| 18. August 1970 | AFC Workington     | 2:0      | AFC Barrow             |

#### Wiederholungsspiele
| Datum           |                        | Ergebnis |                  |
| --------------- | ---------------------- | -------- | ---------------- |
| 24. August 1970 | FC Darlington          | 3:1      | Doncaster Rovers |
| 24. August 1970 | Tranmere Rovers        | 4:0      | Crewe Alexandra  |
| 25. August 1970 | Swansea City           | 4:2      | Exeter City      |
| 26. August 1970 | Bournemouth & Boscombe | 1:2      | Torquay United   |
| 26. August 1970 | AFC Wrexham            | 2:3      | Birmingham City  |

### Zweite Runde
Aus den beiden oberen Spielklassen gesellten sich nun die verbliebenen 37 Mannschaften (mit Ausnahme des FC Everton) hinzu.
| Datum             |                      | Ergebnis |                         |
| ----------------- | -------------------- | -------- | ----------------------- |
| 8. September 1970 | Ipswich Town         | 0:0      | FC Arsenal              |
| 8. September 1970 | Sheffield United     | 1:0      | Leeds United            |
| 9. September 1970 | FC Aldershot         | 1:3      | Manchester United       |
| 9. September 1970 | Aston Villa          | 2:0      | FC Burnley              |
| 9. September 1970 | FC Blackpool         | 4:1      | AFC Newport County      |
| 9. September 1970 | Bolton Wanderers     | 1:0      | Blackburn Rovers        |
| 9. September 1970 | Bristol Rovers       | 2:1      | Newcastle United        |
| 9. September 1970 | Carlisle United      | 2:1      | Manchester City         |
| 9. September 1970 | Colchester United    | 1:1      | Birmingham City         |
| 9. September 1970 | Crystal Palace       | 3:3      | AFC Rochdale            |
| 9. September 1970 | FC Darlington        | 0:4      | FC Fulham               |
| 9. September 1970 | Derby County         | 3:1      | Halifax Town            |
| 9. September 1970 | Huddersfield Town    | 0:0      | Nottingham Forest       |
| 9. September 1970 | Leicester City       | 3:2      | FC Southampton          |
| 9. September 1970 | Lincoln City         | 2:1      | AFC Sunderland          |
| 9. September 1970 | Luton Town           | 3:0      | AFC Workington          |
| 9. September 1970 | Mansfield Town       | 0:0      | FC Liverpool            |
| 9. September 1970 | Norwich City         | 0:0      | Chester City            |
| 9. September 1970 | Oldham Athletic      | 2:4      | FC Middlesbrough        |
| 9. September 1970 | Oxford United        | 1:0      | Wolverhampton Wanderers |
| 9. September 1970 | FC Portsmouth        | 1:0      | FC Walsall              |
| 9. September 1970 | Queens Park Rangers  | 4:0      | Cardiff City            |
| 9. September 1970 | Rotherham United     | 0:0      | Bristol City            |
| 9. September 1970 | Sheffield Wednesday  | 1:1      | FC Chelsea              |
| 9. September 1970 | Stoke City           | 0:0      | FC Millwall             |
| 9. September 1970 | Swindon Town         | 4:2      | FC Watford              |
| 9. September 1970 | Torquay United       | 1:3      | Preston North End       |
| 9. September 1970 | Tottenham Hotspur    | 3:0      | Swansea City            |
| 9. September 1970 | Tranmere Rovers      | 1:1      | Coventry City           |
| 9. September 1970 | West Bromwich Albion | 3:1      | Charlton Athletic       |
| 9. September 1970 | West Ham             | 1:0      | Hull City               |
| 9. September 1970 | York City            | 0:0      | Northampton Town        |

#### Wiederholungsspiele
| Datum              |                   | Ergebnis |                     |
| ------------------ | ----------------- | -------- | ------------------- |
| 14. September 1970 | AFC Rochdale      | 1:3      | Crystal Palace      |
| 15. September 1970 | Birmingham City   | 2:1      | Colchester United   |
| 15. September 1970 | Bristol City      | 4:0      | Rotherham United    |
| 15. September 1970 | Northampton Town  | 1:1      | York City           |
| 16. September 1970 | Chester City      | 1:2      | Norwich City        |
| 16. September 1970 | FC Millwall       | 2:1      | Stoke City          |
| 16. September 1970 | Nottingham Forest | 2:0      | Huddersfield Town   |
| 22. September 1970 | FC Chelsea        | 2:1      | Sheffield Wednesday |
| 22. September 1970 | Coventry City     | 2:1      | Tranmere Rovers     |
| 22. September 1970 | FC Liverpool      | 3:2      | Mansfield Town      |
| 28. September 1970 | FC Arsenal        | 4:0      | Ipswich Town        |
| 28. September 1970 | York City         | 1:2      | Northampton Town    |

### Dritte Runde
| Datum           |                   | Ergebnis |                      |
| --------------- | ----------------- | -------- | -------------------- |
| 6. Oktober 1970 | Birmingham City   | 2:1      | Nottingham Forest    |
| 6. Oktober 1970 | FC Blackpool      | 0:1      | Bristol City         |
| 6. Oktober 1970 | Bolton Wanderers  | 1:1      | Leicester City       |
| 6. Oktober 1970 | Carlisle United   | 3:1      | Oxford United        |
| 6. Oktober 1970 | Coventry City     | 3:1      | West Ham United      |
| 6. Oktober 1970 | Crystal Palace    | 4:0      | Lincoln City         |
| 6. Oktober 1970 | Derby County      | 4:2      | FC Millwall          |
| 6. Oktober 1970 | FC Fulham         | 2:0      | Queens Park Rangers  |
| 6. Oktober 1970 | Luton Town        | 0:1      | FC Arsenal           |
| 6. Oktober 1970 | Northampton Town  | 1:1      | Aston Villa          |
| 6. Oktober 1970 | Norwich City      | 1:1      | Bristol Rovers       |
| 6. Oktober 1970 | Preston North End | 0:1      | West Bromwich Albion |
| 6. Oktober 1970 | Swindon Town      | 2:0      | FC Liverpool         |
| 6. Oktober 1970 | Tottenham Hotspur | 2:1      | Sheffield United     |
| 7. Oktober 1970 | FC Chelsea        | 3:2      | FC Middlesbrough     |
| 7. Oktober 1970 | Manchester United | 1:0      | FC Portsmouth        |

#### Wiederholungsspiele
| Datum            |                | Ergebnis |                  |
| ---------------- | -------------- | -------- | ---------------- |
| 12. Oktober 1970 | Leicester City | 1:0      | Bolton Wanderers |
| 13. Oktober 1970 | Aston Villa    | 3:0      | Northampton Town |
| 13. Oktober 1970 | Bristol Rovers | 3:1      | Norwich City     |

### Vierte Runde
| Datum            |                   | Ergebnis |                      |
| ---------------- | ----------------- | -------- | -------------------- |
| 27. Oktober 1970 | Aston Villa       | 1:0      | Carlisle United      |
| 27. Oktober 1970 | Bristol Rovers    | 3:0      | Birmingham City      |
| 27. Oktober 1970 | Coventry City     | 1:0      | Derby County         |
| 27. Oktober 1970 | FC Fulham         | 1:0      | Swindon Town         |
| 27. Oktober 1970 | Leicester City    | 2:2      | Bristol City         |
| 27. Oktober 1970 | Tottenham Hotspur | 5:0      | West Bromwich Albion |
| 28. Oktober 1970 | Crystal Palace    | 0:0      | FC Arsenal           |
| 28. Oktober 1970 | Manchester United | 2:1      | FC Chelsea           |

#### Wiederholungsspiele
| Datum            |              | Ergebnis |                |
| ---------------- | ------------ | -------- | -------------- |
| 3. November 1970 | Bristol City | 2:1      | Leicester City |
| 9. November 1970 | FC Arsenal   | 0:2      | Crystal Palace |

### Viertelfinale
| Datum             |                   | Ergebnis |                |
| ----------------- | ----------------- | -------- | -------------- |
| 17. November 1970 | Tottenham Hotspur | 4:1      | Coventry City  |
| 17. November 1970 | FC Fulham         | 0:0      | Bristol City   |
| 17. November 1970 | Bristol Rovers    | 1:1      | Aston Villa    |
| 18. November 1970 | Manchester United | 4:2      | Crystal Palace |

#### Wiederholungsspiele
| Datum             |              | Ergebnis |                |
| ----------------- | ------------ | -------- | -------------- |
| 24. November 1970 | Bristol City | 1:0      | FC Fulham      |
| 25. November 1970 | Aston Villa  | 1:0      | Bristol Rovers |

### Halbfinale
Die Hinspiele wurden am 16. Dezember 1970, die Rückspiele am 23. Dezember 1969 ausgetragen.
|                   | Gesamt |                   | Hinspiel | Rückspiel |
| ----------------- | ------ | ----------------- | -------- | --------- |
| Bristol City      | 1:3    | Tottenham Hotspur | 1:1      | 0:2 n. V. |
| Manchester United | 2:3    | Aston Villa       | 1:1      | 1:2       |

### Finale
| Tottenham Hotspur                                     | Tottenham Hotspur | Aston Villa | Aston Villa |
| ----------------------------------------------------- | --- | --- | ----------- |
| Tottenham Hotspur                                     | \| Finale \| \| Samstag, 27. Februar 1971 in London (Wembley-Stadion) \| \| Ergebnis: 2:0 (0:0) \| \| Zuschauer: 100.000 \| \| Schiedsrichter: Jim Finney \| \| Spielbericht \|            | \| Finale \| \| Samstag, 27. Februar 1971 in London (Wembley-Stadion) \| \| Ergebnis: 2:0 (0:0) \| \| Zuschauer: 100.000 \| \| Schiedsrichter: Jim Finney \| \| Spielbericht \|    | Aston Villa |
| Tottenham Hotspur                                     | Pat Jennings, Joe Kinnear, Cyril Knowles, Alan Mullery, Peter Collins, Phil Beal, Alan Gilzean, Steve Perryman, Martin Chivers, Martin Peters, Jimmy Neighbour Cheftrainer: Bill Nicholson | John Dunn, Keith Bradley, Charlie Aitken, Brian Godfrey, Fred Turnbull, Brian Tiler, Pat McMahon, Bruce Rioch, Andy Lochhead, Ian Hamilton, Willie Anderson Cheftrainer: Vic Crowe | Aston Villa |
| Tottenham Hotspur                                     | 1:0 Martin Chivers (78.) 2:0 Martin Chivers (82.) | | Aston Villa |
| Finale                                                | | |             |
| Samstag, 27. Februar 1971 in London (Wembley-Stadion) | | |             |
| Ergebnis: 2:0 (0:0)                                   | | |             |
| Zuschauer: 100.000                                    | | |             |
| Schiedsrichter: Jim Finney                            | | |             |
| Spielbericht                                          | | |             |